# Gado calmuco

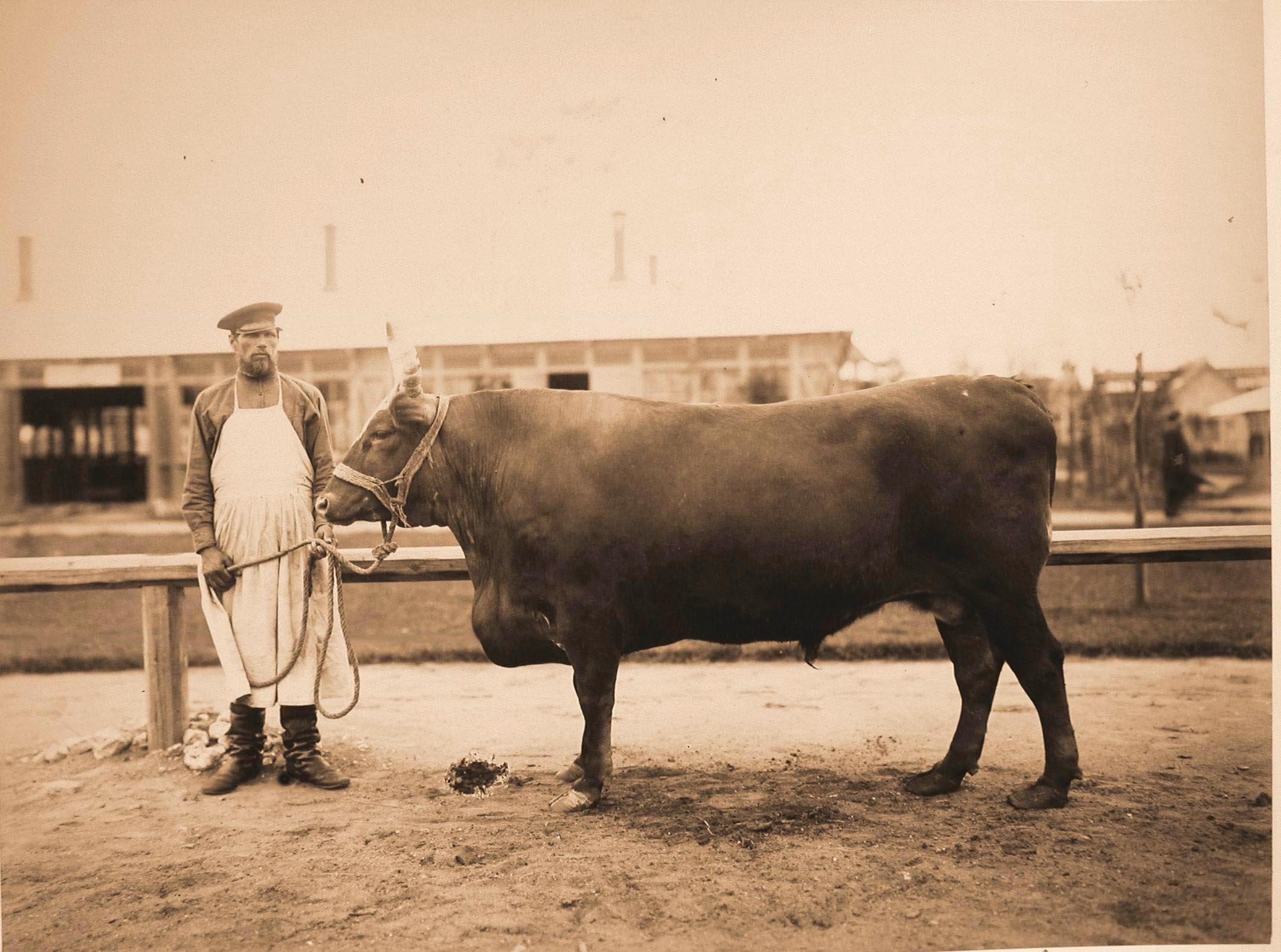
Touro na exposição de gado reprodutor de Moscou, 1896

O gado calmuco (em russo: Калмыцкая, Kalmytskaya) é uma raça de gado bovino da antiga União Soviética, agora encontrada na Rússia, no Cazaquistão e no Tajiquistão.  Acredita-se que tenha se originado em Dzungaria e tenha sido trazido para o sudeste da Rússia pelos calmucos migrantes no século XVII.

## História
Acredita-se que o gado calmuco se originaram na Dzungaria e foram trazidos para o sudeste da Rússia pelos calmucos migrantes no século XVII.
Em 1980, a população total da raça na União Soviética foi estimada em 381.000, dos quais 217.000 eram de raça pura. Em 2023, o gado calmuco foi relatado ao DAD-IS pela Rússia, e pelo Cazaquistão e Tajiquistão; nenhum dado populacional foi relatado, e o estado de conservação da raça nesses países era 'desconhecido'.

## Características
O gado calmuco é compacto e de tamanho médio: o peso corporal médio das vacas é de 430 kg e o dos touros é de 720 kg; as alturas médias são de 126 cm e 135 cm, respectivamente. A pelagem é vermelha, em tons variados, com manchas brancas na cabeça, barriga e pernas. A cabeça é pequena, com focinho longo e chifres curtos.